# Frederik Henningsen
Frederik Henningsen (* 21. März 1988 in Düsseldorf) ist ein deutscher Basketballspieler.

## Laufbahn
Henningsen besuchte das Basketball-Internat Speyer und spielte anschließend für DJK/MJC Trier in der Regionalliga. 2010 wechselte der 1,98 Meter große Flügelspieler zum TV Konstanz in die 2. Bundesliga ProB und spielte für die Mannschaft nach dem Abstieg 2011 in der Regionalliga. Nach dem direkten Wiederaufstieg ging Henningsen im Spieljahr 2012/13 erneut mit Konstanz in der 2. Bundesliga ProB.
2013 wurde Henningsen von den Paderborn Baskets (2. Bundesliga ProA) verpflichtet. In seinem zweiten Jahr in Ostwestfalen erzielte der Flügelspieler in 30 ProA-Begegnungen durchschnittlich 7,2 Punkte und drei Rebounds. Während der Saison 2015/16 war er bei den Schwelmer Baskets (2. Bundesliga ProB) Leistungsträger und verbuchte in 26 Einsätzen pro Partie im Mittel 15,2 Punkte sowie 4,2 Rebounds. Mit 46 getroffenen Dreipunktwürfen war Henningsen bester Schwelmer in dieser Kategorie. Allerdings verpasste er mit der Mannschaft den Klassenerhalt in der ProB.
Zum Spieljahr 2016/17 wechselte Henningsen, der neben der Basketballkarriere ein Lehramtsstudium in den Fächern Englisch und Sport absolvierte, innerhalb der 2. Bundesliga ProB zu den Itzehoe Eagles. Während der Saison 2016/17 war er mit einem Schnitt von 17 Punkten pro Partie der beste deutsche Korbschütze der 2. Bundesliga ProB. In einem Vorbereitungsspiel im August 2018 zog er sich einen Achillessehnenriss zu. Er spielte anschließend nicht mehr leistungsbezogen Basketball, beruflich wurde er als Lehrer tätig.